# Gäddtjärnen (Los socken, Hälsingland, 686110-145963)
Gäddtjärnen är en sjö i Ljusdals kommun i Hälsingland och ingår i Ljusnans huvudavrinningsområde.